# Pantelleria
Pantelleria (sicilijanski: Pantiḍḍṛaría; starogrčki: Kossyra, Κοσσύρα; arapski: بنت الرياح Bint al-Riyāḥ; malteški: Qawsra) je najveći grad na talijanskom istoimenom otoku u Sicilijanskom tjesnacu, 100 km jugozapadno od Sicilije i tek 60 km istočno od obale Tunisa (koja se može vidjeti golim okom za vedrih dana). Upravno je općina koja pripada pokrajini Trapani.

## Zemljopisne karakteristike
Otok je vulkanskog porijekla, a postoji nekoliko mjesta izvora topline i mjesta gdje se diže pare sumpora iz zemlje. Najviša točka na otoku je ugašen vulkan, Montagna Grande, 836 metara iznad razine mora. Posljednja vulkanska erupcija dogodila se 1891. godine. 
Postoji nekoliko manjih gradova na otoku, uključujući Pantelleria Porto, Scauri i Tracino. 
Pored vina i kapara, otok je poznat po svom vrlo finom desertnom vinu, Passito di Pantelleria.
Na otoku Pantelleria u uporabi je posebno kratki račvasti uzgoj loze Zibibbo koji ima vrlo kratko deblo i 4-10 prilično duge grane s vrlo kratkim ograncima (najviše 2 pupa). 

## Povijest
Vulkanska stijena iz Pantellerije je već u neolitiku bila izvorom prestižne sirovine opsidijana, koja je dosezala ne samo na Siciliju i u Tunis, nego i u južnu Italiju, Maltu i francusku obalu.
Otok je naseljen već oko 35.000 godina, izvorno Iberijskim narodom, ali su ga zbog strateškog mjesta u uskom tjesnacu između Italije i Tunisa tijekom povijesti redom osvajali Kartažani, Rimljani, Vandali, Bizantinci, Arapi, Normani i Turci. Tijekom Drugog svjetskog rata Benito Mussolini je ojačao otočne vojne utvrde znatno i od 18. svibnja do 11. lipnja 1943. god. Saveznici su na njega bacili oko 6200 tona bombi, nakon čega su se talijanske snage predale.
U posljednjih nekoliko godina, otok je bio meta nekoliko brodova s migrantima koji dolaze u oronulim i pretrpanim brodovima iz Afrike.

## Račvasti uzgoj vinove loze
Dana 24. studenog 2014. UNESCO je „tradicionalnu poljoprivrednu praksu račvastog uzgoja na Pantelleriji” uvrstio na popis nematerijalne svjetske baštine u Europi.
Tradicionalna praksa kultiviranja loze prenosi se s generacije na generaciju vinogradara i poljoprivrednika na Pantelleriji. Oko 5.000 ljudi posjeduje zemljište na kojemu na održiv način uzgajaju jako nisko rezanu vinovu lozu. Tehnika se sastoji od nekoliko faza: najprije se teren izravna, iskopaju se udubljenja u koja se posadi loza. Glavni korijen trsa se potom pažljivo podreže na šest grana koje formiraju radijalni grm. Udubljenja se stalno preuređuju kako bi se osigurao pravilan rast biljke u otočkoj mikroklimi. Grožđe se bere rukom tijekom ritualnog događaja krajem srpnja. Vinogradari i poljoprivrednici iz Pantellerije, muškarci i žene, treniraju račvasti uzgoj vinove loze u teškim klimatskim uvjetima, a znanja i vještine se prenose u obitelji usmeno na u lokalnom dijalektu i praksom. Osim toga, rituali i festivali od srpnja do rujna su prilika lokalnoj zajednici da dijele ovu društvenu praksu. Stanovnici Pantellerije se nastavljaju identificirati s grožđem i nastoje očuvati tu praksu.

## Vanjske poveznice
- Službene stranice grada (tal.)